# Craig Sauer
Craig Curtis Sauer, född 13 december 1972 i Sartell i Minnesota, är en amerikansk före detta utövare av amerikansk fotboll som tillbringade fem säsonger i proffsligan National Football League (NFL). Han spelade som linebacker för Atlanta Falcons och Minnesota Vikings mellan 1996 och 2000. Sauer spelade även för Minnesota Golden Gophers i National Collegiate Athletic Association (NCAA) när han studerade på University of Minnesota mellan 1991 och 1995.
Han blev draftad av Atlanta Falcons i 1996 års NFL-draft som 188:e spelare totalt.
Sauer tvingades avsluta sin spelarkarriär i förtid på grund av hjärnrelaterade skador. Precis som sina bröder Kurt Sauer och Michael Sauer som är före detta ishockeyspelare och spelade i National Hockey League (NHL), de två tvingades också avsluta sina spelarkarriärer på grund av postkommotionella syndrom.